# Cleveland Browns 1948
La stagione 1948 dei Cleveland Browns è stata la terza della franchigia nella All-America Football Conference. La squadra, allenata da Paul Brown, concluse la stagione regolare con un record perfetto di 14-0, vincendo la Western Division. In finale la squadra vinse il suo terzo titolo consecutivo battendo i Buffalo Bills per 49-7. Il quarterback Otto Graham fu premiato come co-MVP della lega assieme a Frankie Albert dei San Francisco 49ers.
La stagione è riconosciuta come perfetta dalla Pro Football Hall of Fame, ma non dalla National Football League (NFL), che assorbì i Browns quando la AAFC chiuse i battenti nel 1949.
Nella stagione 2017 i Browns conclusero con un record di 0-16, diventando la prima squadra della NFL con una stagione perfetta e una senza vittorie.

## Roster
| Roster dei Cleveland Browns nel 1948 |
| --- |
| Quarterback - 60 Otto Graham - 62 Cliff Lewis - 64 George Terlep Running Back - 99 Bill Boedeker - 92 Tommy Colella - 80 Bob Cowan - 82 Tommy James - 86 Dub Jones - 90 Edgar Jones - 85 Ara Parseghian - 94 Dean Sensanbaugher - 74 Tony Adamle - 70 Ollie Cline - 76 Marion Motley Wide Receiver - 59 Horace Gillom - 53 Frank Kosikowski - 56 Dante Lavelli - 58 Mac Speedie - 50 John Yonakor - 52 George Young Tight End {{{te}}} Offensive Linemen - 35 Alex Agase - 34 Bob Gaudio - 38 Weldon Humble - 32 Lin Houston - 36 Ed Ulinski - 30 Bill Willis - 22 Frank Gatski - 24 Mel Maceau - 20 Lou Saban - 42 Chet Adams - 48 Chubby Grigg - 46 Lou Groza - 45 Ben Pucci - 44 Lou Rymkus - 49 Lenny Simonetti Defensive Linemen {{{dl}}} Linebacker {{{lb}}} Defensive Back {{{db}}} Special Team {{{st}}} Lista delle riserve - 66 Warren Lahr |
| Legenda - I rookie sono in corsivo. - Il primo ruolo è il principale mentre gli eventuali successivi indicano i ruoli secondari. - (IR) sta per Injured Reserve ed indica la lista ristretta per un solo giocatore infortunato che può tornare ad allenarsi dopo la settimana 6 e a rientrare in prima squadra dopo che questa ha giocato 8 partite. - (NF-Inj.) / (NF-Ill.) stanno rispettivamente per Non-Football Injured e Non-Football Illness ed indicano le liste dove viene inserito un giocatore che ha un infortunio o una malattia non dipendente dal football americano. - (PUP) sta per Physically Unable to Perform ed indica la lista dove viene inserito un giocatore mentre è in attesa di recuperare la condizione fisica. Nella stagione regolare dopo la sesta partita giocata dalla propria squadra, il giocatore ha tempo tre settimane per riprendere ad allenarsi, più tre settimane aggiuntive dal suo rientro agli allenamenti per rientrare in prima squadra. |

## Calendario
| Stagione regolare |              |                        |           |        |                               |          |         |
| Turno             | Data         | Avversario             | Risultato | Record | Stadio                        | Pubblico | Sintesi |
| 1                 | 3 settembre  | Los Angeles Dons       | V 19–14   | 1–0    | Cleveland Stadium             | 60,193   | Recap   |
| 2                 | 12 settembre | at Buffalo Bills       | V 42–13   | 2–0    | War Memorial Stadium          | 35,340   | Recap   |
| 3                 | 17 settembre | at Chicago Rockets     | V 28–7    | 3–0    | Soldier Field                 | 30,874   | Recap   |
| 4                 | 26 settembre | Chicago Rockets        | V 41–21   | 4–0    | Cleveland Stadium             | 37,190   | Recap   |
| 5                 | 5 ottobre    | at Baltimore Colts     | V 14–10   | 5–0    | Memorial Stadium              | 22,359   | Recap   |
| 6                 | 10 ottobre   | Brooklyn Dodgers       | V 30–17   | 6–0    | Cleveland Stadium             | 31,187   | Recap   |
| 7                 | 17 ottobre   | Buffalo Bills          | V 31–14   | 7–0    | Cleveland Stadium             | 28,054   | Recap   |
| 8                 | 24 ottobre   | New York Yankees       | V 35–7    | 8–0    | Cleveland Stadium             | 46,912   | Recap   |
| 9                 | 7 novembre   | Baltimore Colts        | V 28–7    | 9–0    | Cleveland Stadium             | 32,313   | Recap   |
| 10                | 14 novembre  | San Francisco 49ers    | V 14–7    | 10–0   | Cleveland Stadium             | 82,769   | Recap   |
| 11                | 21 novembre  | at New York Yankees    | V 34–21   | 11–0   | Yankee Stadium                | 52,518   | Recap   |
| 12                | 25 novembre  | at Los Angeles Dons    | V 31–14   | 12–0   | Los Angeles Memorial Coliseum | 60,031   | Recap   |
| 13                | 28 novembre  | at San Francisco 49ers | V 31–28   | 13–0   | Kezar Stadium                 | 59,785   | Recap   |
| 14                | 5 dicembre   | at Brooklyn Dodgers    | V 31–21   | 14–0   | Ebbets Field                  | 9,821    | Recap   |

## Classifiche
| Western Division    | Western Division | Western Division | Western Division | Western Division | Western Division | Western Division |  | Eastern Division | Eastern Division | Eastern Division | Eastern Division | Eastern Division | Eastern Division | Eastern Division |
|                     | V                | S                | P                | %                | PF               | PS               |  |                  | V                | S                | P                | %                | PF               | PS               |
| ------------------- | ---------------- | ---------------- | ---------------- | ---------------- | ---------------- | ---------------- |  | ---------------- | ---------------- | ---------------- | ---------------- | ---------------- | ---------------- | ---------------- |
| Cleveland Browns    | 14               | 0                | 0                | 1.000            | 409              | 190              |  | Buffalo Bills    | 7                | 7                | 0                | .500             | 360              | 358              |
| San Francisco 49ers | 12               | 2                | 0                | .857             | 495              | 248              |  | Baltimore Colts  | 7                | 7                | 0                | .500             | 333              | 327              |
| Los Angeles Dons    | 7                | 7                | 0                | .500             | 258              | 305              |  | New York Yankees | 6                | 8                | 0                | .429             | 265              | 301              |
| Chicago Rockets     | 1                | 13               | 0                | .071             | 202              | 439              |  | Brooklyn Dodgers | 2                | 12               | 0                | .143             | 253              | 387              |